# Alexander Bach
Alexander svobodný pán von Bach, německy Alexander Freiherr von Bach (4. ledna 1813 Loosdorf – 13. září 1893 Unterwaltersdorf) byl rakouský politik, během revolučního roku 1848 nejprve představitel liberálů, později vykonavatel a strůjce politiky potlačení revoluce, ministr spravedlnosti (1848–1849) a ministr vnitra Rakouského císařství (1849–1859). Jeho působení na počátku vlády Františka Josefa I. je spojeno se (znovu) zavedením neústavní moci tzv. neoabsolutismu, též Bachův absolutismus.

## Biografie

### Mládí a aktivity před rokem 1848
Narodil se jako nejstarší ze čtyř synů právníka Michaela Bacha v dolnorakouském zámku Loosdorfu (asi 10 kilometrů od moravských hranic) v době, kdy tam byl otec vrchním úředníkem knížete Emanuela von Liechtensteina. Otec se později etabloval ve Vídni jako advokát a svým synům zakoupil činžovní dům v historickém centru Vídně. Jeho bratry byli August Bach, politik Eduard Bach (1814–1884) a hudební skladatel Otto Bach (1833–1893).
Po maturitě na gymnáziu ve Vídni Alexander studoval na právnické fakultě vídeňské univerzity práva a tzv. kameralia, vědu pro úředníky císařské komorní správy. Získal titul doktora práv a devět let pracoval ve státní správě, jako úředník císařské komorní prokuratury. Když roku 1843 jeho otec zemřel, převzal jeho zavedenou advokátní kancelář ve Vídni. Patřil ke 3. měšťanskému (neurozenému) stavu, ale stoupal v kariéře a byl velice vyhledávaným advokátem. Roku 1847 s bratrem Augustem vykonal velkou cestu po Orientu. Zapojil se i do veřejného života. Byl členem právnického čtenářského spolku, který založil jeho otec. Profiloval se jako odpůrce Metternichovy absolutistické vlády.

### Liberálním politikem a ministrem spravedlnosti
Jeho politickou kariéru odstartoval revoluční rok 1848. Už na veřejném shromáždění 13. března 1848 podpořil liberální požadavky vídeňského lidu.
Ve volbách roku 1848 byl zvolen na rakouský ústavodárný Říšský sněm. Zastupoval volební obvod Vídeň-předměstí v Dolních Rakousích. Uvádí se jako advokát, ministr vnitra. V seznamu poslanců k lednu 1849 ještě figuruje. Otto Urban ovšem uvádí, že se mandátu ve sněmu předčasně vzdal.
Od 18. července 1848 do 28. července 1849 vykonával funkci ministra spravedlnosti Rakouského císařství. Byl významnou postavou reformně a liberálně orientovaného kabinetu Doblhoff-Wessenberg. Tehdy náležel Bach jako muž března (březnové revoluce ve Vídni) mezi populární osobnosti liberálního tábora, jejichž účast ve vládě měla pomoci novému kabinetu. V této počáteční fázi svého vládního působení rovněž vstřícně vystupoval vůči českým politikům, ačkoliv ve Vídni byly po pražských svatodušních bouřích silné nálady protičeské.
Jako ministr se v srpnu 1848 zapojil do parlamentních debat o zrušení poddanství. Rozhodně se vyslovil pro odstranění patrimoniálního zřízení. Zároveň ale jménem vlády podpořil výplatu náhrad za zrušení poddanství. Byl to ovšem první okamžik, kdy rakouská vláda přímo zasáhla do jednání parlamentu, vyjádřila svůj postoj a snažila se zákonodárce ovlivnit. Dosud probíhala jednání sněmu bez přímého vlivu vlády. 2. září 1848 Bach na sněmu prohlásil, že kabinet respektuje práci parlamentu, ale že jeho rolí je primárně připravit ústavu státu, nikoliv schvalovat běžné zákony. Ty totiž podle něj sice mohly být přijímány, ale zpětně podléhaly schválení císaře. Chtěl tento přístup aplikovat právě na otázku odškodnění po zrušení poddanství. Bachův názor vyvolal kritiku parlamentní levice, která vznesla otázku důvěry vládě, zatímco čeští poslanci Bacha a vládu podpořili. V září také na sněmu obhajoval, proč by do parlamentu neměla být připuštěna deputace povstaleckých Uher. I v této době ho sněmovní pravice včetně Čechů podpořila.

### Příklon k neoabsolutismu, ministrem vnitra
Od konce roku 1848, po říjnové revoluci ve Vídni, se v Rakousku formovala skupina usilující o zastavení a zvrácení revolučního dění. Bachova politická kariéra pokračovala i za vlády Felixe Schwarzenberga, která nastoupila v listopadu 1848. Armádní velitel a konzervativec Alfred Windischgrätz, jenž měl na sestavování nové vlády značný podíl, Bacha odmítal jako ministra spravedlnosti. Byl pro něj příliš spojen s revolučními a liberálními tendencemi. Schwarzenberg ale nechtěl o Bacha přijít a zajistil mu ve svém kabinetu udržení portfolia spravedlnosti.
Od počátku roku 1849 začala vláda chystat vlastní návrh ústavy, čímž by odstavila Říšský sněm. Na oktrojované (shora nařízené) ústavě pracoval ministr Franz Seraph von Stadion již od ledna 1849 a byla dohotovena 10. února. I proti Stadionově oktroji ale vystoupil ultrakonzervativní Windischgrätz. Windischgrätz zároveň doporučil předsedovi vlády Schwarzenbergovi, aby se zbavil ideologických ministrů, přičemž výslovně zmiňoval Stadiona a Bacha. Oba na schůzi vlády 20. února nabídli demisi. Schwarzenberg ji ale nepřijal a za Stadionův návrh se postavil. 3. března pak finální znění návrhu ústavy schválila ministerská rada a následujícího dne ho podepsal císař František Josef I. Stadion a Bach ihned odjeli do Vídně, kde začala návrh ústavy potají kopírovat státní tiskárna. 6. března 1849 pak ministr Stadion dorazil do Kroměříže, večer si nechal předvolat skupinu poslanců, aby jim sdělil, že sněm bude rozpuštěn a že vláda předloží vlastní ústavu. Bach mezitím pobýval v Olomouci. Stadion tam za ním ještě v noci vyrazil, aby prozkoumal kompromisní návrh předložený poslanci, aby sněm rozpuštěn nebyl a vláda mu svůj návrh ústavy předložila ke schválení. K takové dohodě ale nakonec nedošlo. Říšský sněm pak byl uzavřen. Otto Urban upozorňuje na historický paradox, kdy přední němečtí a čeští liberálové společně s předbřeznovým konzervativcem Franzem von Pillersdorfem společně protestovali proti politice Alexandera Bacha, jenž byl na jaře 1848 jedním z nejpopulárnějších vídeňských liberálů.
Jeho kariéra v následujících měsících dále gradovala. Od 17. května 1849 byl provizorně (po demisi ministra Stadiona ze zdravotních důvodů) a od 28. července 1849) definitivně až do 21. srpna 1859, tedy po celých deset let, ministrem vnitra Rakouského císařství.
Hned na počátku jeho působení ve funkci v květnu 1849 bylo rozkryto tzv. májové spiknutí v Praze. Následovalo zatýkání a represe, které fakticky potlačily liberální proud v české politice. Nebyl ale jasným kontrarevolučním konzervativcem. Otto Urban v této době vidí v kabientu Felixe Scharzenberga silné trio Alexander Bach, Anton von Schmerling a Karl Ludwig von Bruck, kteří se snažili omezeně realizovat reformní program v intencích ministra Stadiona. V nástupním oběžníku z 15. srpna 1849 Bach výslovně zmiňoval, že rekonstruovaná vláda má ústavní charakter. Nadále se počítalo se svoláním zemských sněmů na podzim 1850 a Říšského sněmu na jaro 1851. Do této doby spadají i četné modernizační kroky jako zrušení patrimoniální správy, zavedení obecní samosprávy a okresního a krajského zřízení. Také bylo prováděno finanční vypořádání po zrušení poddanství. Původně liberální Bach se ale posouval stále směrem ke konzervativnímu pojetí státu. V srpnu 1851 souhlasil se setrváním ve vládě i poté, co císař vydal tři výnosy, které dramaticky omezovaly poslední zbytky dělby moci v Rakouském císařství (Anton von Schmerling například podal rezignaci).
Měl velký podíl na deportaci předního českého žurnalisty Karla Havlíčka Borovského do jihotyrolského Brixenu, kterou na jeho doporučení nařídil císař František Josef I. Stalo se tak v prosinci roku 1851 bez jakéhokoli soudního řízení. Přesněji soud v Kutné Hoře Havlíčka osvobodil, ale Bach měl v té době již císařské povolení k zavedení praxe nuceného vystěhovávání politicky nebezpečných novinářů. Předtím přitom Karla Havlíčka Borovského toleroval až podporoval. V červnu 1849 prosadil zrušení zákazu vydávání Národních novin a zachovával si díky tomu v Čechách jistou popularitu. Později se Bach vyjadřoval kladně ke všem Havlíčkovým žádostem o povolení návratu do Čech a poskytoval v tomto směru i rady stran vhodného postupu jeho příbuzným. Nicméně v té době již nebyl v pozici, kdy by podobné rozhodnutí mohl sám udělat.[zdroj?]
Silvestrovské patenty v prosinci 1851 oficiálně ukončily ústavní formu vlády v Rakousku. Bach pak na Nový rok 1852 obdržel Císařský rakouský řád Leopoldův, čímž získal nárok na povýšení do šlechtického stavu. Po Schwarzenbergově smrti byl 9. dubna 1852 prozatímně pověřen funkcí předsedy ministerské konference Rakouského císařství (tedy fakticky předsedy vlády). Úřad ale zastával jen pár dní. 11. dubna 1852 se předsedou ministerské konference stal Karl Ferdinand Buol-Schauenstein. Vláda ovšem v této době přestala fungovat jako kolektivní orgán a změnila se v sbor jednotlivých ministrů, jimž fakticky předsedal císař.
V roce 1852 vydal jako ministr nový spolkový zákon, který znemožnil utváření politických spolků a podřídil spolkový život koncesní povinnosti předběžného souhlasu státu. Roku 1853 také společně s dalšími ministry dovedl do fáze realizace novou strukturu státní územní správy s okresy a kraji. Zároveň tlačil na zrušení výjimečného stavu v některých oblastech monarchie coby pozůstatku potlačování revoluce v letech 1848–1849, což již nyní podle něj nebylo nutné. V Praze a Vídni byl výjimečný stav zrušen k 1. září 1853. Období 50. let 19. století v rakouské politice bývá označováno jako Bachův absolutismus, ačkoliv formálně a ani neformálně nebyl hlavním strůjcem dění. Jak uvádí historik Otto Urban, byl ovšem Bach viditelnou fasádou režimu a zároveň efektivním vykonavatelem jeho instrukcí. Konzervativní i liberální odpůrci ministra Bacha tak z něj obzvláště na konci dekády, kdy se pevnost režimu začala hroutit, učinili hlavní postavu a hlavní terč kritiky. On sám se o své filozofii státu vyjádřil v roce 1852 následovně: „Zatím nemáme stát, teprve ho musíme vytvořit, abychom mohli vládnout jako jinde v Evropě. Všechnu vnější i vnitřní opozici potlačíme, všechno staré je prohnilé anebo zastaralo časem; musíme stavět znovu, ale nerušeně, a přitom nemůže nám veřejné mínění nijak pomáhat, protože to je české, maďarské, slovanské, italské a usiluje o rozklad celku. A protože nemáme žádný společný stát, žádné společné cítění, proto nechceme zatím žádné zastoupení.“ Otto Urban tak odmítá podle něj zjednodušené odsudky označující Bacha za bezzásadového kariéristu a politického chameleóna. Upozorňuje na vztah vzájemného spojenectví mezi Bachem a Schwarzenbergem. Konzervativní aristokrat Schwarzenberg si vážil Bachovy energie a kryl ho před odsudky jiných šlechticů. Neurozený původ zároveň Bacha trvale znevýhodňoval i v dobách jeho působení ve vysoké vládní funkci. Když se v roce 1851 konala v Olomouci schůzka císaře Františka Josefa a ruského cara Mikuláše I., car Bacha okázale ingnoroval a jako jediného vrcholného politika ho odmítl přijmout. Když po roce 1852 Bach ztratil svého zastánce Schwarzenberga, našel si hlavního spojence proti útokům vysoké šlechty v církevních hodnostářích. Právě až tehdy se začal skrz svůj bigotní katolicismus naprosto odcizovat svým původním liberálním stoupencům a obhájcům. Pravidelně se účastnil bohoslužeb. Vrcholem jeho proměny v loajálního vykonavatele neoabsolutistické, konzervativní politiky byl konkordát roku 1855 mezi katolickou církví a Rakouskem.
V polovině 50. let patřilo duo Bach a Buol-Schauenstein k hlavním stoupencům vojenské účasti Rakouska v krymské válce, což v řadách proruské rakouské aristokracie a generality naráželo nesouhlas. V této době se také začal rakouský stát potýkat s rostoucími rozpočtovými problémy.

### Závěr kariéry
Po prohrané bitvě u Solferina, která otřásla postavením Rakouska, následoval i jeho konec v ministerské funkci, čímž se otevřel prostor pro postupnou obnovu ústavního systému vlády. 21. srpna 1859 byl Bach propuštěn z vlády.
Byl následně přesunut na post velvyslance u papežského stolce v Římě Zde působil do roku 1868. Podle jiného zdroje do roku 1867.